# 산타크로체델산니오
산타크로체델산니오(이탈리아어: Santa Croce del Sannio)는 이탈리아 캄파니아주 베네벤토도의 코무네다. 나폴리로부터 북동쪽 70km 베네벤토로부터 북쪽 30km 거리에 위치해있다.